# Belgacom ICS
BICS（前称Belgacom ICS或Belgacom International Carrier Services）为Proximus Group的子公司，主营面向其他运营商的电信业务。业务范围主要包括面向全球有线和无线运营商以及服务提供商提供批发服务。
BICS成立于1997年，总部位于比利时布鲁塞尔，在全球设有销售办事处和服务运营中心，包括迪拜，新加坡，伯尔尼，旧金山和纽约。
BICS为1100多家有线和无线运营商和服务提供商提供语音，数据连接，短信，漫游和移动数据服务，服务对象包括500多家移动运营商。
2012年，BICS处理了280亿分钟的国际语音，创造了1,650亿欧元的收入。

## 历史
- 1997年，Belgacom创建了其部门Belgacom ICS (International Carrier Services，国际运营商服务)。在2000年初，Belgacom集团将ICS部门财报与集团财报分开，以提高财务透明度和问责制。
- 2005年1月，Belgacom将所有国际运营商业务转移至一家全资子公司：BICS SA（Belgacom International Carrier Services SA）。
- 2005年7月，Belgacom SA和Swisscom同意将其国际运营商业务合并为一家合资公司Belgacom International Carrier Services SA（BICS）。借由合资公司的成立，Belgacom剥离了以前在运营商及批发业务部门内运营的所有国际电信运营商服务活动和相关资产。合并后，Belgacom和Swisscom各占有72%和28%的股权。[2]
- 2009年，Belgacom International Carrier Services SA（BICS）宣布与南非MTN集团达成协议，合并两间公司的国际运营商服务。根据协议条款，公司合并后，MTN获得BICS的部分股权。合并后，BICS成为MTN官方的国际门户，向全球提供运营商服务。在交易实施后，BICS的股权结构如下：Belgacom 57.6％，Swisscom 22.4％，MTN 20.0％。[3][4]
  - 目前状况如下：

| 股东     | 股权 (2013) | 入股时间 |
| -------- | ----------- | -------- |
| Belgacom | 57,6%       | 1997     |
| Swisscom | 22,4%       | 2005     |
| MTN      | 20,0%       | 2009     |

## 覆盖
BICS拥有并运营一个大容量MPLS全球网络。该网络基于BICS在荷兰、法国、德国、意大利、瑞士、卢森堡、英国和比利时全资拥有和运营的100GDWDM网络，辅以租赁带宽和海底电缆资产。
BICS的国际网络包括180多个国家的700多个直连线路，75条海底电缆（包括TAT-14，SMW3，FLAG，Yellow和SAT-3），200个登陆站，加入Intelsat和Eutelsat卫星系统，以及与其他运营商签订的300多项双边协议。确保可以满足未来欧亚间数据需求。
为了增加冗余，2008年BICS通过其合作伙伴Omantel投资了EIG（欧洲印度网关）海缆系统 。[6]BICS在法国拉西奥塔全资拥有一座卫星地面站，并拥有大量租用频谱（76°5E至31°5W）。
对于移动数据，BICS拥有自营信令、SMS、MMS和GRX平台，可在全球范围内连接多达400个移动网络。已与30多家核心运营商建立了对等连接，将覆盖范围扩展到整个移动网络。

## 门户
- BICS客户服务门户（my.bics.com）
- BICS移动金融服务（www.homesend.com）
- BICS语音自助服务（easyconnect.bics.com/VoIP）
- BICS API门户（api.bics.com）